# Flashing Lights
Flashing Lights är den nionde låten samt fjärde singeln (som endast släpps i USA och Australien) från albumet Graduation av Kanye West. Låten är skriven av Kanye själv och Eric Hudson. Medverkande i låten är R&B-sångaren Dwele och Connie Mitchell.

## Musikvideo
Videon som är regisserad av Spike Jonze och Kanye börjar med en bil (någon nyare modell av Ford Mustang) som stannar i öknen. En kvinna i pälsrock stiger ut, går iväg från bilen, kastar rocken på marken och häller tändvätska på den (censurerat) och sedan tänder på och går tillbaka till bilen. När kvinnan öppnar bakluckan ser vi Kanye West bunden och munkavel i bilen, Kanye får en hastig kyss och sedan plockar kvinnan upp en stor spade från bakluckan. Kameran zoomar ut och kvinnan slår ihjäl Kanye. Låttiteln "Flashing Lights" visas sedan i röda bokstäver mot en vart bakgrund, och videon är över en minut kortare än låten i sig, vilket har lett till spekulation om videon bara är en kortare trailer eller om en fortsättning kommer i framtiden.